# Sarule
Sarule (sardinsky: Sarùle) je italská obec (comune) v provincii Nuoro v regionu Sardinie. Nachází se ve výšce 630 metrů nad mořem a má přibližně 1 500 obyvatel. Rozloha obce je 52,72 km².